# Huis te Aelbrechtsberg
Het Huis te Aelbrechtsberg, later ook wel het Huis te Bloemendaal genoemd, was een uit de 12e eeuw stammende kasteelhoeve met landgoed in de omgeving van Bloemendaal. Het was een grafelijk onderkomen en bestuurslocatie voor de Hollandse graven. De naam van dit domein "Aelbrechtsberg" werd uit eerbied vernoemd naar de Heilige Adelbertus, een 8e-eeuwse missionaris die het geloof in Kennemerland predikte. De bouw van het hof werd waarschijnlijk onder leiding van Floris II van Holland en zijn vrouw Petronilla van Lotharingen gedaan en werd in 1132 voor het eerst vermeld in een charter.

## Geschiedenis
De Hollandse graaf Willem II van Holland en de later tot Rooms-koning gekroonde vorst verbleef regelmatig op dit domein en ontving diverse delegaties uit steden uit zijn graafschap en omgeving, zoals uit de stad Utrecht op 21 juni 1255. Ook Floris V van Holland verbleef veelvuldig in dit bestuurscentrum, mede vanwege dat de Ridderzaal in Den Haag nog in aanbouw was en daar later zijn hofhouding ging houden. in de 14e eeuw kreeg de adellijke familie Van Brederode het "Huys" met grond in bezit, echter verbleven ze er weinig en raakte het complex in verval.
Gedurende de 15e en 16e eeuw werd het huis bewoond door diverse functionarissen, zoals schouten, baljuws en hun bedienden. In 1558 werd het verblijf ingericht als brouwerij. Tussen 1617 en 1627 werd het complex opgeknapt en vermeld als "Huys te Bloemendaal" en zou het drie bezitters hebben, waaronder Lucas van Valkenburg. Er is een vermelding van twee boomgaarden en een meer vol vis, waarschijnlijk werd hiermee het Meertje van Caprera bedoeld. In 1658 werd er een heel nieuw huis gebouwd. Schilder en prentenmaker Hendrik Spilman maakte zowel in 1740 als in 1746 tekeningen van het Huis te Bloemendaal.
Rond 1790 is het huis grotendeels vervallen en in bezit gekomen van Willem Filip Kops. Hij laat op het complex een nieuw herenhuis, jachthuis en een grote opslagschuur bouwen. Zijn nazaat Anna Johanna Kops heeft het domein na 1820 in bezit en noemt het opnieuw "Aelbrechtsberg", ter nagedachtenis naar het oude Huis te Aelbrechtsberg, dat vanaf 1813 verkocht was voor de sloop.
De huidige ligging van het terrein moet gezocht worden aan de straten "Zomerzorglaan" en "Huis te Bloemendaalpad". De Hockyclub HC Bloemendaal met het "meertje van Caprera" liggen op het voormalige terrein van Huis Aelbrechtsberg.